# Терамо (провинция)
Терамо (на италиански: Provincia di Teramo) е провинция в Италия, в региона Абруцо.
Площта ѝ е 1947 км², а населението – около 290 000 души (2007). Провинцията включва 47 общини, административен център е град Терамо.

## Административно деление
Провинцията се състои от 47 общини:
- Терамо
- Алба Адриатика
- Анкарано
- Арсита
- Атри
- Башано
- Беланте
- Бизенти
- Вале Кастелана
- Джулианова
- Изола дел Гран Сасо д'Италия
- Кампли
- Канцано
- Кастел Кастаня
- Кастелалто
- Кастели
- Кастиленти
- Кастильоне Месер Раймондо
- Коледара
- Колонела
- Контрогуера
- Корополи
- Кортино
- Кронялето
- Мартинсикуро
- Монтефино
- Монторио ал Вомано
- Моро д'Оро
- Мошано Сант'Анджело
- Нерето
- Нотареско
- Пена Сант'Андреа
- Пиетракамела
- Пинето
- Розето дели Абруци
- Рока Санта Мария
- Сант'Еджидио ала Вибрата
- Сант'Омеро
- Силви
- Терамо
- Торано Нуово
- Торичела Сикура
- Торторето
- Тосичия
- Фано Адриано
- Челино Атаназио
- Черминяно
- Чивитела дел Тронто